# アレクサンダル・スタンボリイスキ
アレクサンダル・ ストイメノフ ・スタンボリイスキ（Александър Стоименов Стамболийски、1879年3月1日 - 1923年6月14日）は、ブルガリアの政治家。第一次世界大戦後、首相（1919年10月6日 - 1923年6月9日）を務めるが、クーデターにより失脚。

## 経歴
スラヴォヴィツァ（現パザルジク州セプテムヴリ自治体）の農民出身。ドイツで教育を受ける。1902年からブルガリア農民人民同盟の指導者。1908年から国会議員、1911年から大国会議員。
1915年、政府の親独政策を批判し逮捕、終身刑を言い渡される。1918年9月、釈放。ラドミルにて共和制を宣言。（ラドミル共和国）
1919年1月、連立政権に入閣。1919年～1920年、1920年～1923年、首相。1920年～1922年、スタンボリスキー政権は、農業を含む一連の民主改革を行い、ソ連との外交関係樹立に着手した。スタンボリスキーは、欧州諸国の小ブルジョア農業党の団体として、農民インターナショナルの創設を発議した。
1923年6月9日、右派や軍部、国王ボリス3世の主導したクーデター（1923年ブルガリアクーデター）の結果、政権は崩壊し、スタンボリスキー自身は内部マケドニア革命組織により誘拐され、激しい拷問を受け殺害された。